# Mazarredia cervina
Mazarredia cervina är en insektsart som först beskrevs av Walker, F. 1871.  Mazarredia cervina ingår i släktet Mazarredia och familjen torngräshoppor. Inga underarter finns listade i Catalogue of Life.